# Pallanuoto ai Giochi della X Olimpiade
Il torneo di pallanuoto dei Giochi Olimpici di Los Angeles si svolse fra il 4 agosto e il 12 agosto 1932 presso il Los Angeles Swimming Stadium. Il programma prevedeva solo il torneo maschile, in quanto la pallanuoto femminile all'epoca non era ancora fra gli sport olimpici.
Visto l'esiguo numero di squadre partecipanti (soltanto 5), la formula era molto semplice e prevedeva che tutte le squadre si scontrassero fra di loro. Ne uscì vincitrice l'Ungheria che conquistò il primo di una lunga serie di ori olimpici.

## Podio
| Evento              | Oro      | Argento  | Bronzo      |
| Pallanuoto maschile | Ungheria | Germania | Stati Uniti |

## Risultati
| Data      | Ora | Partita     | Partita | Partita     |
| --------- | --- | ----------- | ------- | ----------- |
| 4 agosto  | -   | Germania    | 7 - 3   | Brasile     |
| 6 agosto  | -   | Stati Uniti | 6 - 1   | Brasile     |
| 6 agosto  | -   | Ungheria    | 6 - 2   | Germania    |
| 7 agosto  | -   | Stati Uniti | 7 - 0   | Giappone    |
| 8 agosto  | -   | Ungheria    | 18 - 0  | Giappone    |
| 9 agosto  | -   | Stati Uniti | 4 - 4   | Germania    |
| 11 agosto | -   | Ungheria    | 7 - 0   | Stati Uniti |
| 12 agosto | -   | Germania    | 10 - 0  | Giappone    |
| -         | -   | Ungheria    | bt.     | Brasile     |
| -         | -   | Giappone    | bt.     | Brasile     |

### Classifica
|    | Squadra     | Pti | G | V | P | S | GF | GS | Diff |
| -- | ----------- | --- | - | - | - | - | -- | -- | ---- |
| 1. | Ungheria    | 8   | 4 | 4 | 0 | 0 | 30 | 2  | +28  |
| 2. | Germania    | 5   | 4 | 2 | 1 | 1 | 16 | 10 | +6   |
| 3. | Stati Uniti | 5   | 4 | 2 | 1 | 1 | 14 | 11 | +3   |
| 4. | Giappone    | 2   | 4 | 1 | 0 | 3 | 0  | 37 | -37  |
| nc | Brasile     | -   | - | - | - | - | -  | -  | -    |

## Classifica finale
| Campione Olimpico | Campione Olimpico | Campione Olimpico |
| --- | ----------------- | --- |
| UngheriaBarta · Bródy · Halassy · Homonnai · Ivády · A. Keserű · F. Keserű · Németh · Sárkány · Vértesy · Bozsi, CT: Béla Komjádi |                   | |
| Argento | Germania          | GermaniaBenecke · Cordes · Eckstein · Gunst · E. Rademacher · J. Rademacher · Schulze · Schwartz · Pohl · Schumburg, CT: -             |
| Bronzo | Stati Uniti       | Stati UnitiClapp · Daubenspeck · Finn · McCallister · O'Connor · Strong · Wildman · Graham · Ruddy · O'Connor · Lauer, CT: Frank Rivas |
| 4. | Giappone          | GiapponeDoi · Fujita · Kimura · Matsumoto · Sakagami · Sawami · Takebayashi · Tokito · Murai, CT: -                                    |
| n.c. | Brasile           | BrasileDudú · Branco · Pernambuco · de Lorenzo · Jacó · Dengo · Serpa · Theberge · Pessoa · Saliture · Di Blasio, CT: -                |